# Еволюція динозаврів

Еволюція динозаврів

Еволюція динозаврів — процес розвитку динозаврів від найпростіших та найперших видів до величезної кількості та різноманіття протягом мезозойської ери від близько 225 млн років тому до 60 млн років тому, часу їхнього остаточного вимирання.

## Походження динозаврів

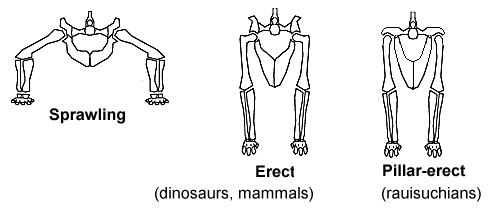
Поступове випрямлення кінцівок. На даній схемі можливо прослідкувати, як поступово обидві пари кінцівок перемістились із бокового положення майже під тулуб

Усіх архозаврів, що ближчі до птахів, ніж до крокодилів, відносять до авеметатарсалій (Avemetatarsalia). Туди ж належать птерозаври та динозаври з іншими базальними динозавроподібними (Dinosauromorpha).
Найближчими родичами справжніх динозаврів серед базальних динозавроподібних є такі таксони, як Lagerpeton, Marasuchus і Silesaurus, які рідко перевищували розміри людини.
Два дрібні й найпримітивніші роди, Lagerpeton і Dromomeron, жили у Південній і Північній Америках протягом середнього і пізнього тріасу. Ці плазуни були розміром зі свійського кота і, хоча їхні передні кінцівки не збереглися, вони були скоріш за все чотириногими. Іншим, ближчим до динозаврів, був малий рід Marasuchus, розміром з тер'єра. Його скелет пристосований до пересування стрибками. Найближчими родичами справжніх динозаврів є багата на види клада сілезаврових (Silesauridae), яка включає Silesaurus, Sacisaurus, Asilisaurus, Lewisuchus і Pseudolagosuchus. Більшість із них були чотириногими та рослиноїдними, з малим дзьобом на морди, щоб скубти рослинність.
Усі базальні динозавроподібні були малими тваринами й багато з них були чотириногими. Це дає привід припускати, що безпосередні предки динозаврів також були невеликими та чотириногими, а великі розміри й двоногість розвинулася вже після появи перших справжніх динозаврів. Найпримітивніші відомі динозаври були м'ясоїдними, однак найближчі родичі перших динозаврів, сілезаврові (Silesauridae), були рослиноїдними, тож доведено, що такими були й перші динозаври.
Епоха динозаврів припадає на час, котрий називається мезозоєм — «ерою середнього життя», вона ж складається із трьох періодів: тріасового (256—208 млн р. тому), юрського (207—146 млн р.) та крейдового (145—65 млн р.). За цей недовгий час вони встигли розвитись, опанувати Землю та майже повністю вимерти. Відкриття динозаврів стало справжньою сенсацією XIX століття, а XX століття комерціалізувало бренд «жахливих ящерів». Саме так перекладається з грецької мови термін «динозавр», який півтора століття тому першим ввів сер Річард Оуен — британський зоолог і палеонтолог.

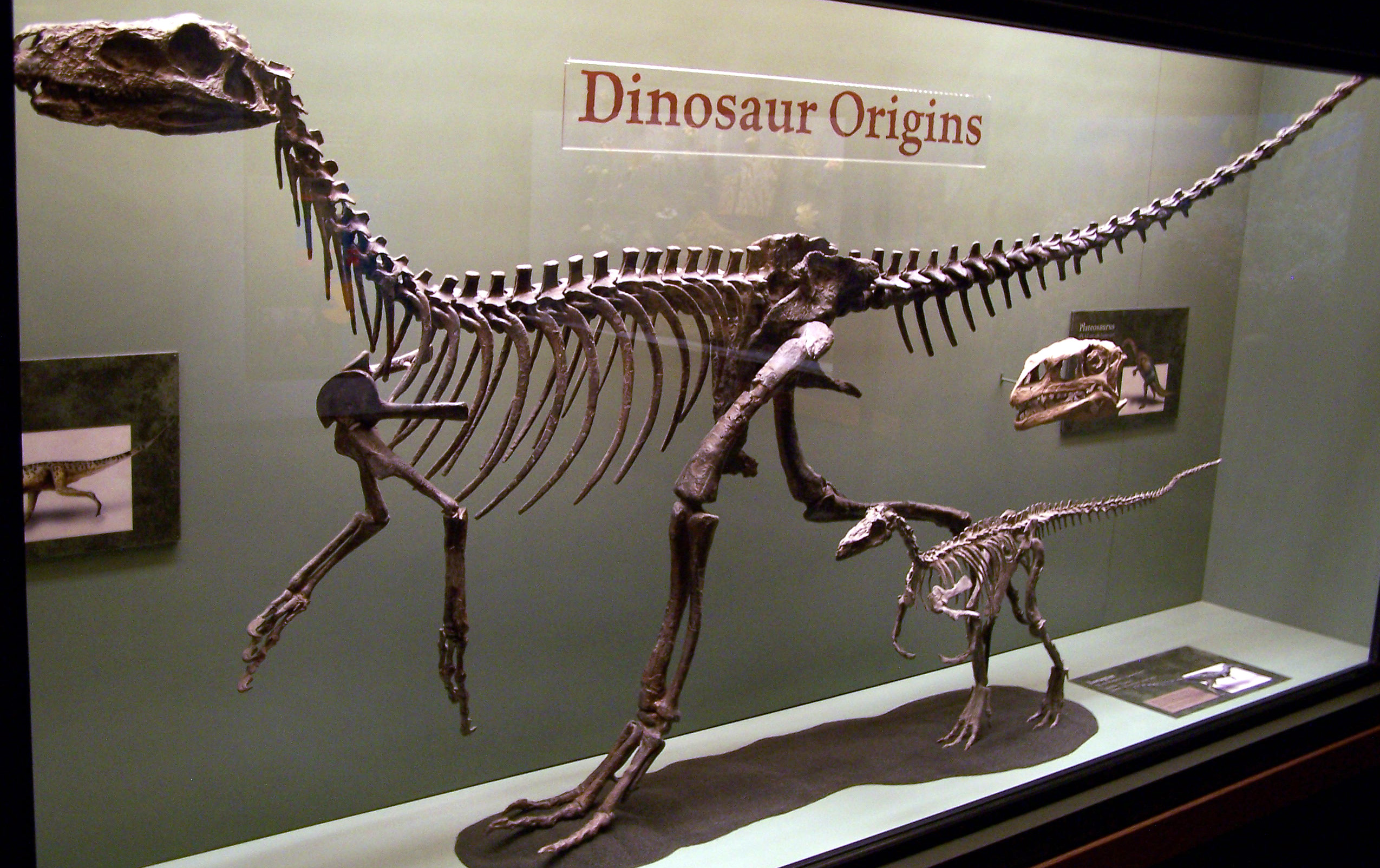
Скелети ерреразавра та еораптора

Лаґозухуса було знайдено на теренах сучасної Аргентини, де на час тріасового періоду починали утворюватись гори Анди. Досі палеонтологи сперечаються куди його віднести: до динозаврів чи до плазунів. Власне Лаґозухус є перехідною формою між двома цими групами істот і поєднує ознаки як однієї, так й іншої, тому вчені залишають його некласифікованим, але вказують на приналежність до Архозаврів — рептилій, від яких походять крокодили та птерозаври. Очевидно, що третьою гілкою від Архозаврів стали Динозаври. У тій же Аргентині було знайдено скелети кількох дрібних видів справжніх динозаврів, зокрема, герреразавра, еораптора, а з Бразилії — ставрікозавра. Ці динозаври є дуже примітивними, тому довший час їх не могли віднести до жодної з груп динозаврів, але після досліджень доктора Поля Серено з Чиказького університету (США), їх класифікували як динозаврів-тероподів. А уже незадовго, по всій Пангеї розповсюдились перші справжні динозаври — целофізіси — дрібні, до 1,5 м заввишки, стрункі тварини.
Перші динозаври не могли конкурувати із численними равізухіями та синапсидами. І лише після того, як на первісну Землю впав черговий астероїд, що залишив 70-и кілометровий кратер Манікуаган у північному Квебеці (Канада), древні рептилії архозаври та синапсиди, за винятком ссавців, вимерли, давши динозаврам можливість заселити усю Землю на наступні 160 мільйонів років.

## Перші динозаври

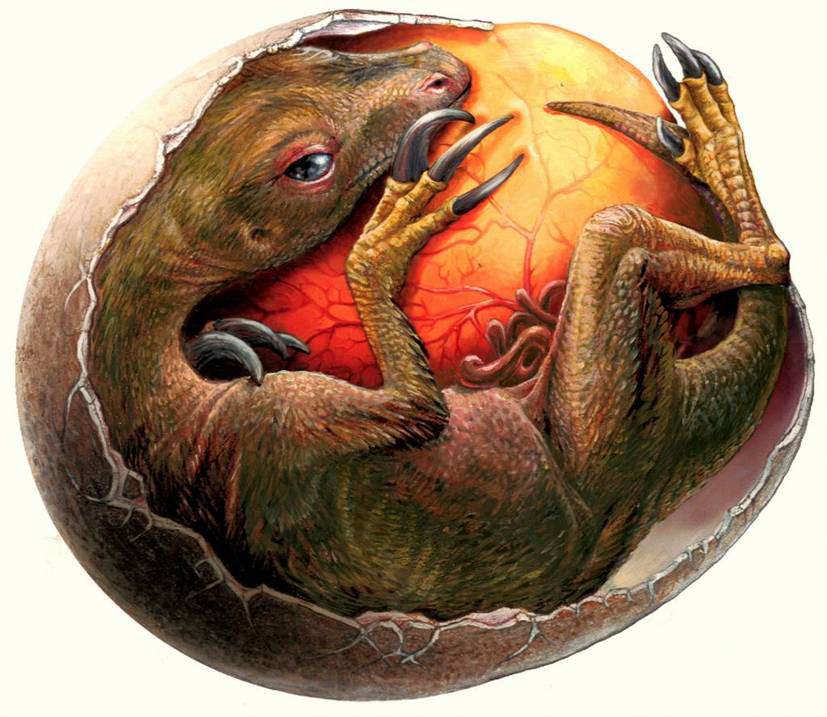
Ембріон теризинозавра в яйці

Одним з найбільш ранніх відомих на сьогодні динозаврів вважається Staurikosaurus, що жив 228 млн років тому, частковий скелет якого був виявлений у відкладах середнього тріасового періоду на території сучасної Бразилії. Велика гомілкова кістка довше стегнової, що характерно для бігаючих тварин, кістки кінцівок порожнисті. В 1963 був описаний ерреразавр, виявлений у відкладах пізнього тріасу на північному заході Аргентини. Через фрагментарності останків точна його класифікація була не визначена. Лише після того як в 1988 був виявлений більш повний скелет з черепом, він в основному класифікувався, як примітивний теропод. Виявлений на території сучасної Мексики Tawa hallae, підтвердив зв'язок ерреразавра з більш пізніми тероподами. Ерреразавр досягав довжини до 4-х метрів і ваги 200—250 кілограм. Череп довгий і вузький, не має ознак характерних для більш пізніх теропод, будова задніх кінцівок також характерна для ранніх динозаврів.
Через чотири роки після відкриття ерреразавра, в Аргентині був знайдений скелет ще одного стародавнього динозавра — еораптора. Зовні він був схожий на інших рептилій, але особливості кісток і зубів дозволяють віднести його до примітивних тероподів. Палеонтологи вважають, що Eoraptor нагадує загального предка всіх динозаврів. Якщо ці припущення вірні, то ґрунтуючись на його рисах, можна говорити, що перші динозаври були маленькими, двоногими хижаками.
Відкриття примітивних, подібних динозаврам орнітодірів, таких як Marasuchus і Lagerpeton підтримують ці припущення; аналіз скам'янілостей даних рептилій дійсно говорить про їхній малий розмір і ходіння на двох ногах.
Найпершою відомою групою птахотазових динозаврів є Fabrosauridae (фаброзавріди). Найбільш ранній з них — пізанозавр, виявлений в породах верхнього тріасу на території сучасної Аргентини. Найкраще з Fabrosauridae вивчений рід Lesothosaurus, з Південної Африки. Як і всі інші фаброзавріди, він досягав у довжину близько 1 метра. Будова задніх кінцівок характерна для біпедальних тварин, велика гомілкова кістка значно довше стегнової. Деякі частини скелета схожі з такими у ранніх теропод, але тазові кістки та будова черепа і зубів вже мають ознаки птахотазових динозаврів.
На самих ранніх етапах еволюції динозаврів, земне середовище було заселена різними видами архозаврів і терапсид, такими як етозаври, цинодонти, діцінодонти, орнітозухіди, рінхозаври та інші. По всій видимості, в кінці тріасу динозаври витримали довгу конкуренцію з даними тваринами, перш ніж перемогли й досягли розквіту. Деякі вчені, однак, вважають, що панівне становище динозаврів було отримано не стільки перевагою над іншими тваринами, скільки випадковістю. У Карнійських століттях динозаври не показують зразок стійкого збільшення в різноманітності й числі, якби вони, конкуруючи, займали ніші інших груп тварин. Замість цього, вони були дуже рідкісні, складаючи лише 1—2 % від загальної тваринної фауни. У норійскі століття, після зникнення кількох інших груп, вони стали суттєвими компонентами фауни, представляючи вже 50—90 % живих істот. Близько 200 мільйонів років тому відбулося так зване тріасово—юрське вимирання. Ця подія остаточно звільнила екологічні ніші, відкривши можливість розвинутися починаючи з юрського періоду таким групам, як Crocodylomorpha, птерозаврам, ссавцям, черепахам і динозаврам.

## Мезозойська ера
Мезозой (від грец. мезо — середній і зой — життя[джерело?]) — четверта ера геологічної історії Землі, що настала після палеозойської ери й змінилася кайнозойською ерою. Тривалість мезозойської ери обчислюється приблизно у 160 млн років. Поділяється вона на тріасовий період (225—193 млн років тому), юрський період (193—136 млн років тому) і крейдовий період (136—64 млн років тому). Кожен з цих періодів відзначається своїми, властивими тільки йому фізико-географічними умовами, певним розподілом моря і суші, а в межах останньої — гірських хребтів і рівнин, специфічними краєвидами, складом органічного життя, проте зберігає загальні риси, характерні для мезозою в цілому. Наприкінці палеозойської ери завершуються великі горотворні рухи в земній корі, об'єднані під назвою герцинських. Вони зумовили різкі зміни фізико-географічних умов на Землі й, у зв'язку з цим, значні зміни в складі органічного світу.
На початку Мезозойської ери вимерло багато деревоподібних вищих спорових рослин, дуже поширених раніше, зникли амфібії — стегоцефали, не стало багатьох морських безхребетних трилобітів, чотирипроменевих коралів, гоніатитів тощо. Їх змінили голонасінні рослини гінкгові, бенетитові, саговникові, хвойні та ін. Наприкінці мезозою, у крейдовому періоді, з'явилися перші покритонасінні рослини — платани, лаври, магнолії, різні бобові тощо.
Серед безхребетних широкого розвитку набули молюски, устриці, іноцерами, а з-поміж головоногих — ператитя, амоніти, белемніти та інші.

### Тріасовий період (225—193млн років тому)
Тріасовий період характеризується значним скороченням загальної площі платформених морів. Величезні континенти того часу перетиналися високими хребтами молодих гір. На рівнинах в умовах жаркого або мінливо вологого клімату утворювались великі площі пустель і напівпустель або низовини, вкриті болотами та лісами. Про це свідчать потужні товщі континентальних червоних або строкатоколірних порід та темноколірних гумідних порід (місцями вугленосних), якими представлені тріасові відклади на багатьох ділянках земної кулі і зокрема на території України, вся площа якої, за винятком Криму та Карпат, являла собою суходіл.
У тріасовому періоді надзвичайно розвинулися рептилії, при цьому не тільки сухопутні, але й пристосовані до життя у воді (іхтіозаври, мезозаври) і повітрі (птерозаври). Вперше з'явилися динозаври, черепахи, крокодили та інші рептилії, а також перші ссавці. Звірозубі ящери почали поступово вимирати, вже з'явилися їхні нащадки — перші ссавці (аж до часу загибелі динозаврів вони будуть лишатися дрібними непомітними істотами).
Це була епоха архозаврів, спочатку вони вели напівводний спосіб життя, як сучасні крокодили. З часом їхні задні кінцівки видовжилися. Це дало їм змогу переміститися на сушу, де вони стали пересуватися на задніх ногах (масивний хвіст слугував опорою). Тобто перші динозаври були двоногими. Перший відомий з них — целофізис.
В тріасовому періоді з'явилися також лесотозаври, герреразаври, массоспондилюси, анхізаври, гетеродонтозаври. Відомі перші прозавроподи — платеозаври, мусзаври.

### Юрський період (193—136млн років тому)
За юрського періоду великі простори материків зазнали опускання і трансгресії в їхні межі моря. Наприкінці цього періоду море вкрило величезні простори суходолу як у північній, так і у південній півкулях, причому на території України тільки Український кристалічний щит та Донецький кряж були в цей час вище від рівня моря.
В юрському періоді остаточно вимер ряд груп тварин палеозою, виникла нова, характерна для мезозойської ери група голкошкірих — неправильні їжаки. В морських басейнах мешкали амоніти, белемніти, а на суходолі — рептилії. Наприкінці юрського періоду з'являється новий клас хребетних — птахи, нащадки динозаврів. Серед рослинного світу продовжували панувати голонасінні.
Юрський період характеризувався теплим вологим кліматом, який сприяв бурхливому розвитку деревної рослинності, про що свідчать потужні товщі вугленосних відкладів юрського періоду, хоча в глибині континентів деякий час зберігалися посушливі умови. Внутрішні райони Північної Америки залишалися на початку періоду пустелями й динозаври, що там проживали, такі як дилофозаври, добре пристосувалися до жаркого клімату.
На пізньоюрський період припадає розквіт літаючих ящурів птерозаврів. В кінці юрського періоду довгохвості птерозаври (рамфоринхи) остаточно вимерли.
Юрський період особливий поширенням території моря, особливо розростанням величезного і мілкого у берегів океану Тетіс. Морські води у Юрі були значно теплішими, ніж тепер. Окрім іхтіозаврів моря населяли довгошиї плезіозаври та могутні пліозаври. Крокодили призвичаїлися до життя в морі. Поступово вимирали амоніти.
Юрський розквіт рослинності сприяв розквіту рослиноїдних завроподів — найбільших тварин за всю історію Землі (брахіозавр, апатозавр, диплодок). В той час також існували травоїдні, доволі оригінальні на вигляд стегозаври — вздовж хребта був розташований подвійний ряд грізного вигляду пластин, а хвіст увінчували великі довгі шипи.
У Юрі виникло багато двоногих хижих динозаврів тероподів, таких як: найрозповсюдженіші юрські хижаки аллозаври, мегалозаври, цератозаври, орнотолести та прибережні падальники, такі я евстрептоспондил. В цей час процвітали хвостаті дрібні рамфорнихоїди, які харчувались рибою та комахами. Саме у юрському періоді з'явилися археоптерикси — істоти, які мали одночасно ознаки птахів і рептилій.
В кінці цього періоду відбувались інтенсивні горотворні рухи, які супроводились виходом з-під рівня моря значної частини континентів.

### Крейдяний період (136—65млн років тому)
Перша половина крейдяного періоду характеризується великим поширенням в межах материків мілководних морів та заболочених низовин; друга половина цього періоду відзначалась новою трансгресією моря, в межах якого відклалися потужні верстви мергелю та крейди.
В межах України наприкінці 1-ї половини крейдового періоду море починає знову захоплювати великі простори. Максимальних розмірів воно досягає у 2-й половині цього періоду, в так званому сеноманському та туронському віках, тільки окремі ділянки Українського кристалічного щита та Донецького кряжа виступали над водою В кінці крейдового періоду розпочалась нова, т.з. альпійська, фаза горотворення, яка в основному відбувалась протягом кайнозойської ери.
В крейдовому періоді серед рослин з'являються покритонасінні (існує думка, що ютнії з'явились наприкінці тріасу), які дедалі набувають більшого розвитку і захоплюють території голонасінних. Серед тварин з'являються перші плацентні ссавці, а у воді панівне становище займають пліозавриди та плезіозаври (потім мозазаври).
На початку крейдового періоду зберігався теплий і м'який клімат. Наприклад клімат в Антарктиді був приблизно таким, як у сучасній Великій Британії. В зарослях хвощів паслися стада ігуанодонів та гіпсолофодонів. Баріонікси ловили рибу у теплих річках, що протікали рівнинами. На півночі сучасного Африканського континенту жили рослиноїдні уранозаври та рибоїдні спінозаври з «парусами» на спинах.
Місцями клімат був посушливим. Серед чахлої, низькорослої напівпустельної рослинності полювали стада хижих дейноніхів.
В крейдовому періоді вимерли іхтіозаври, їхню нішу зайняли мозазаври (родичі сучасних ящірок, з величезними крокодилоподібними тілами й ластами замість кінцівок).
В пізній крейді клімат став прохолодніший, саме тоді почали складатися кліматичні зони сучасного типу. Головними рослинами на суші стали квіткові. Ліси складали дерева майже сучасного типу. Проте трави ще не з'явилися.
В посушливих районах сучасної Монголії жили швидкі хижі велосираптори та руйнівники гнізд інших динозаврів овіраптори. На території сучасної Канади виходили на колективне нічне полювання швидкі як блискавка дрібні троодони.
На території сучасних Північної Америки і Азії, які час від часу були з'єднані мешкали качконосі динозаври, такі як парозауралоф, а також гігантські хижі динозаври тиранозаври, одні з найбільших хижаків які будь-коли населяли нашу планету. В пустелях Північної Африки полював хижий спинозавр. В горах Північної Америки жили панцирні рогаті динозаври трицератопси.

## Динозаври і птахи
Учені знайшли новий вид динозаврів, який показав, що протягом багатьох мільйонів років еволюція птахоподібних динозаврів і справжніх птахів йшла паралельними незалежними шляхами. Це остаточно підтверджує як походження птахів від динозаврів, так і наявність у доісторичних ящерів пір'я, повідомляється в статті дослідників, опублікованій в журналі Science.
Відкриття стосується особливої групи ящеротазових динозаврів, які називаються альваресзаврідами. У свій час вчені навіть схилялися до того, що альваресзавріди — це примітивні птахи, які так і не освоїли польоту, а не динозаври, тому що вони мали дуже схожі на пташині зовнішні риси та оперення, але дуже короткі передні кінцівки замість крил. До того ж найбільш стародавніми з відомих видів альваресзаврідів до останнього часу були тварини, що жили близько 85 мільйонів років тому, коли на землі вже активно розвивалися справжні птахи.
Група китайських та американських вчених вперше зуміла з'ясувати, яким чином, через більш як 60 мільйонів років після появи перших птахів археоптериксів (приблизно 150 мільйонів років тому), на Землі все ще зберігалися птахоподібні динозаври, що не вміли літати, але, попри це, широко поширені в Євразії. Дослідники під керівництвом китайського палеонтолога Сюй Сіна (Xing Xu) з Інституту палеонтології хребетних і палеоантропології в Пекіні знайшли новий вид альваресзаврідів в ході експедиції в пустелю Гобі. Вид отримав назву Haplocheirus sollers, що означає «вміла рука», являє собою дуже примітивного і стародавнього пращура вже відомих альваресзаврід, який жив 160 мільйонів років тому ще до появи перших птахів.
Це означає, що еволюційна лінія цих химерних динозаврів відокремилася від лінії динозаврів, які стали предками птахів, задовго до появи власне птахів. Характерною особливістю гаплочеіруса є наявність у нього сильних передніх кінцівок з великими пазурами на кінці. Ця адаптація є ключовою для всіх альваресзаврід, у яких пізніше передні кінцівки стали ще коротшими й сильнішими, а деякі види надалі обмежилися єдиним потужним кігтем. Ще однією особливістю цих динозаврів є великий дзьоб з великою кількістю гладких зубів, схожих на зуби комахоїдних тварин.
Автори дослідження вважають, що альваресзавріди використовували свої еволюційні пристосування для риття ґрунту та пошуку їжі у вигляді комах, а так само полювання на дрібних ящірок і крокодилів. При цьому вага двометрового гаплочеріуса становила всього 15 кілограмів, що дозволяло йому дуже швидко пересуватися.
Гаплочеріус — перехідна форма динозаврів, тому що є одним з перших еволюційних кроків до тих химерних видів динозаврів, якими є більш пізні види коротколапих альваресзаврідів. Він показує як альваресзавріди почали свій розвиток від більш ранніх видів хижих ящерів, до яких відносяться і всім відомі люті хижаки велоцераптор. «Це відкриття підтверджує наші попередні припущення про те, що ці ящери — зовсім не група недорозвинених птахів, а самостійний ряд тварин, еволюція яких почалася ще в юрському періоді задовго до появи птахів», — сказав один зі співавторів публікації Йохан Чойніер (Jonah Choiniere), слова якого наводить пресслужба Університету імені Джорджа Вашингтона у США.